# Bill Withers
William Harrison Withers Jr. (4 de juliol de 1938 – 30 de març de 2020) fou un compositor, cantant i músic estatunidenc que va ser actiu entre 1970 i 1985. Va gravar diversos grans èxits, incloent-hi "Ain't No Sunshine" (1971), "Grandma's Hands" (1971), "Use Me" (1972), "Lean on Me" (1972), "Lovely Day" (1977) i "Just the Two of Us" (1980). Withers va guanyar tres Premis Grammy i va ser nominat en sis més. Es va fer un documental de la seva vida l'any 2009 anomenada Still Bill. L'any 2015 va passar a formar part del Rock and Roll Hall of Fame.